# 멀티플렉스 (텔레비전)

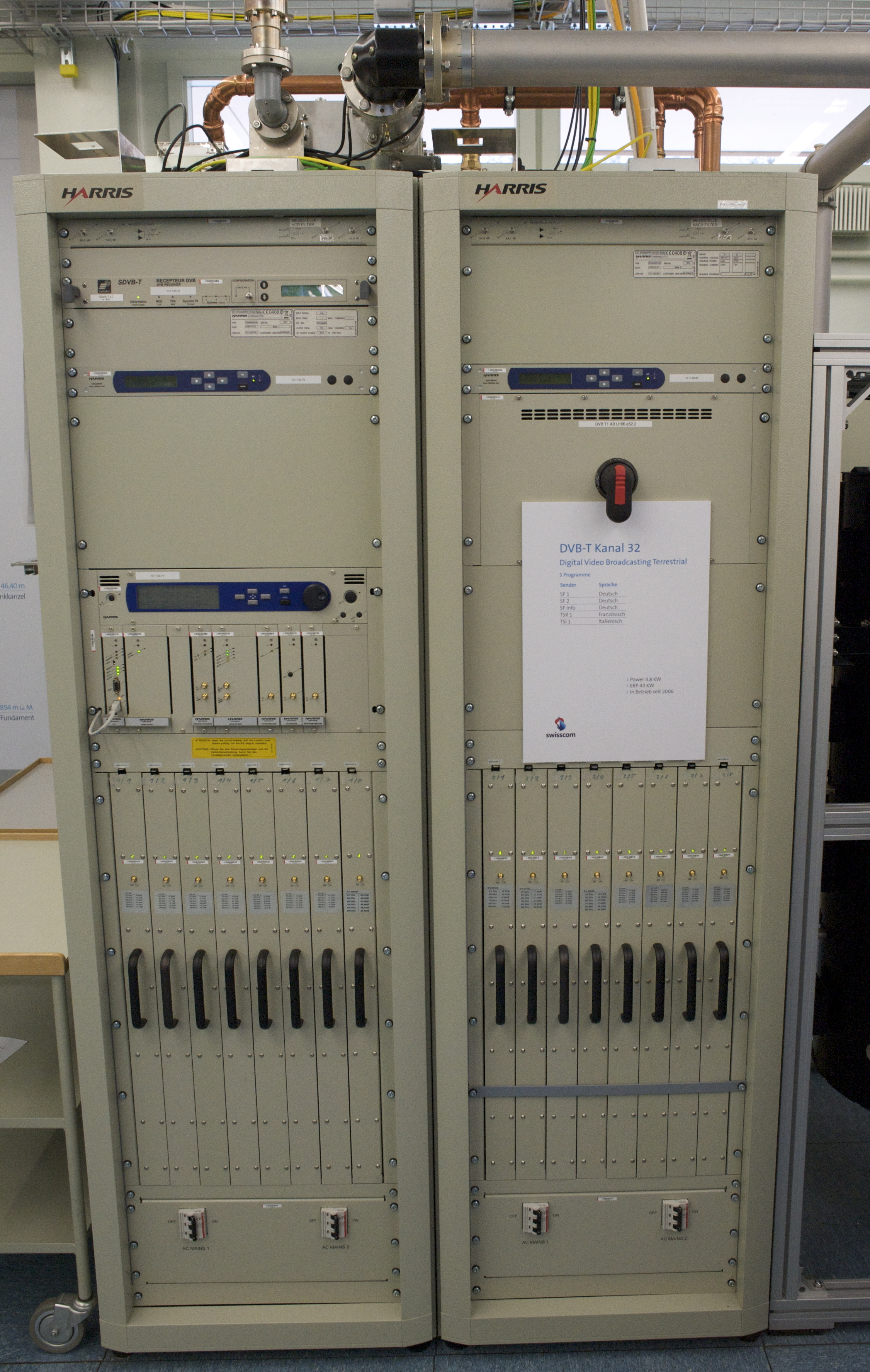
스위스의 디지털 지상파 텔레비전 송신기. 극초단파 채널 32에서 5개의 TV 서비스를 방송한다. (2010년 촬영; 2019년 지상파 텔레비전 전환으로 인해 이후 사용 중단되었다).

멀티플렉스(multiplex) 또는 먹스(mux), 또한 부케(bouquet)로도 알려진 것은 프로그램 서비스를 네트워크 또는 변조된 다중화 매체, 특히 지상파 방송을 통해 방송하기 위해 인터리빙된 데이터 패킷으로 그룹화한 것이다. 프로그램 서비스는 하나의 전송의 일부로 방송되고 수신단에서 분할된다.
아날로그에서 디지털 텔레비전으로의 전환으로 인해 이전에는 하나의 아날로그 TV 서비스(사용된 시스템 및 대역 계획에 따라 6~8메가헤르츠 사이로 변화)를 전송하는 데 사용되었던 고정된 공간 내에서 오디오 및 데이터 외에 하나 이상의 비디오 서비스를 전송하는 것이 가능해졌다. 멀티플렉스의 용량은 비디오 해상도 및 방송 품질, 압축 방식, 전송 표준에서 허용하는 비트 전송률, 할당된 대역폭을 포함한 여러 요인에 따라 달라진다. 통계적 시분할 다중화는 각 개별 서비스의 요구에 따라 대역폭을 동적으로 할당하는 데 자주 사용된다. 멀티플렉스 내의 각 서비스는 식별 및 튜닝을 위해 별도의 가상 채널(논리적 채널 번호라고도 함)을 가진다. 국가에 따라 멀티플렉스는 여러 서브채널을 제공하는 하나의 방송사가 제어하거나 별도의 라이선스를 가진 여러 방송사의 서비스를 특징으로 할 수 있다.
다중화는 새로운 무료 방송 텔레비전 서비스의 도입을 가능하게 했으며, 이 중 일부는 추가 채널로 전송되도록 명시적으로 설계되었다. 미국에서는 이러한 서비스를 디지털 멀티캐스트 텔레비전 네트워크 또는 디지넷이라고 부른다. 이 용어는 영화관과 관련하여 의미하는 바와 유사하게 HBO와 같은 프리미엄 유료 텔레비전 서비스에서 제공하는 추가 채널을 지칭하는 관련 없는 의미로도 사용된다.

## 튜닝
전송 시스템의 유형에 따라 개별 서비스는 정수(예: 36) 또는 주채널 번호와 부채널 번호로 구성된 두 부분으로 된 채널 번호(예: 20.1)로 번호가 매겨진다.

## 새로운 서비스
전환 후 방송사가 전체 멀티플렉스 제어권을 유지한 국가에서의 디지털 전환은 방송사에게 새로운 보충 및 보조 서비스, 이들 중 다수가 전국적인 범위를 갖는 서비스를 도입할 수 있도록 허용했다. 오스트레일리아, 멕시코, 그리고 미국에서, 전국 커버리지를 갖는 새로운 TV 채널이 도입되었다.
이러한 추가 서비스의 라이선스는 국가 방송 규정에 따라 다르다. 미국에서 방송 라이선스는 전체 6 MHz 채널 및 그 안에 방송되는 모든 서비스를 포함한다. 영국 주파수 계획에는 국영 공영 방송사를 위한 세 개의 "보편적" 멀티플렉스와 총 80개 송신기 사이트에서 방송되는 세 개의 상업용 멀티플렉스가 포함된다.
ISDB-T 사양에는 각 멀티플렉스의 스펙트럼 일부를 활용하는 모바일 미디어 및 데이터 방송 서비스인 원세그가 포함된다.

## 국가별 현황

### 브라질
2009년, 브라질 정부는 국영 텔레비전 채널, 즉 TV 브라질, TV Senado, TV Câmara, TV Justiça, 그리고 TV 글로부만이 여러 채널의 프로그램을 제공할 수 있다고 판결했다. 이 결정은 브라질 통신부 고문에 따르면 인포머셜과 교회 서비스 방송을 위한 채널 임대를 방지하기 위해 내려졌다. 이 결정의 효과는 자체 방송국이 없는 신규 사업자가 상업 경쟁을 늘리는 것을 금지하는 것이었다. 브라질의 코로나19 범유행 동안 교육 방송사와 상업 방송사는 주로 교육 프로그램을 송출하기 위해 서브채널을 도입하는 것이 허용되었으며, 이는 처음에 2022년 4월로, 그리고 다시 2023년 12월로 연장되었다.

### 캐나다
캐나다 라디오 텔레비전 통신 위원회 (CRTC)는 방송국에 디지털 서브채널을 송출하는 허가를 고려하기 위해 라이선스 개정안을 제출하도록 요구한다. 2012년 8월 17일, CRTC는 리밍턴, 온타리오주 커뮤니티 방송국 CFTV-TV가 디지털 신호로 4개의 지역 서브채널을 방송하는 것을 승인했으며, 이는 캐나다에서 멀티플렉스 채널에 오리지널 콘텐츠를 출시한 최초의 방송국이 되었다.

### 멕시코
2015년, 연방통신연구소 (IFT)는 방송사가 서브채널을 추가하는 허가를 공식적으로 승인했다.
2016년, IFT는 방송국의 프로그램에 따라 가상 채널을 할당하기 시작하여 동일한 전국 네트워크의 송신기를 그룹화했다.

### 스페인
2010년, 스페인의 멀티플렉스 라이선스 보유자는 서비스에 두 개의 새 채널을 추가하는 것이 허용되었다. 스페인 대법원은 2012년 12월에 이 조치가 공개 입찰 과정을 거치지 않고 채널을 부여했으므로 불법이라고 판결하여 이를 무효화했다. 그 결과 2014년 5월 6일에 총 9개의 채널이 폐쇄되었다.

### 미국
상업 및 비상업 방송사는 2000년대 동안 추가 서브채널 실험을 시작했다. 2009년 디지털 텔레비전 전환 이후, 디지털 멀티캐스트 텔레비전 네트워크 또는 디지넷으로 알려진 새로운 전국 서비스가 나타나기 시작했으며, 많은 변환된 방송국에서 사용 가능한 추가 용량을 활용했다. 디지넷은 각 시장의 개별 방송국과 제휴하며 일반적으로 프로그램 유형에 따라 다르다. 더 발전된 인코더를 통해 방송국이 추가적인 수익 창출 보조 서비스를 추가할 수 있게 되면서 디지넷은 계속 성장하고 있다. 서브채널은 또한 풀 파워 방송국이 거의 없는 소규모 "짧은 시장"에서 추가 주요 네트워크의 시장 내 계열사를 제공하는 데 사용되었다. 2011년까지 폭스는 35개의 서브채널 계열사를 가졌다.
다중화는 ATSC 3.0 (넥스트젠 TV) 출시 계획에서도 사용된다. 여러 방송국이 ATSC 3.0 서비스 손실 없이 3.0 방송을 시작할 수 있도록, 한 방송국은 일반적으로 "등대"가 되어 여러 참여 방송국의 주요 채널을 방송하고, 등대 방송국의 채널은 다른 참여 방송국의 멀티플렉스에서 ATSC 1.0 형식으로 방송된다.

## 같이 보기
- 디지털 부채널
- 국가별 디지털 텔레비전 구축 목록